# Harkaitz Cano
Pour les articles homonymes, voir Cano et Jauregi.
Harkaitz Cano Jauregi, né le 4 août 1975 à Lasarte-Oria, est un poète et écrivain basque espagnol de langue basque.
Harkaitz Cano est une des principales figures du panorama littéraire basque actuel et également rédacteur de télévision.

## Prix
- 1992: "Imajina Ezazu Euskadi saria".
- 1993: "Donostia Hiria saria".
- 1998: "Ignacio Aldekoa saria".
- 2005: Prix Euskadi dans la catégorie « Littérature en langue basque » pour son roman Belarraren ahoa.
- 2012: Prix Euskadi dans la catégorie « Littérature en langue basque » pour son roman Twist.